# Kloster Les Feuillants
Das Kloster Les Feuillants (lat. Fulium; Abbatia Fuliensis) ist eine ehemalige Zisterzienserabtei im Département Haute-Garonne, Region Okzitanien in Frankreich. Das Kloster lag in der Gemeinde Labastide-Clermont rund acht Kilometer südlich von Rieumes.

## Geschichte
Das Kloster wurde 1145 auf vom Grafen Bernhard IV. von Comminges gestiftetem Land gegründet und hing zunächst von Kloster Dalon ab. 1169 (oder 1163) schloss es sich dem Zisterzienserorden an und wurde von Kloster La Crête aus der Filiation der Primarabtei Morimond besiedelt. Später kam es in die Filiation des Klosters Loc-Dieu. Im 16. Jahrhundert ging von ihm die Reform des Kommendatarabts Jean de la Barrière aus, in dessen Folge sich das Kloster im Jahr 1592 als Haupt des Ordens der Feuillanten vom Zisterzienserorden löste.

## Bauten und Anlage
Von dem Kloster sind nur geringe Reste erhalten.